# Paul Barandon (Beamter)
Paul Barandon (* 1742 in Potsdam; † 25. März 1812 in Berlin) war ein preußischer Geheimer Oberfinanzrat.

## Leben

### Familie
Paul Barandon war der Sohn des königlichen Soldiner Plantagen-Inspektors Etienne Barandon.
Im Januar 1775 heiratete er Henriette Marie (1759–1798), die Tochter des Akzisedirektors Pierre Dieu (1721–1792).
Nach seinem Tod hinterließ er drei Töchter.

### Werdegang
Zur schulischen Ausbildung von Paul Barandon liegen keine Hinweise vor.
Er trat um 1765 in den königlichen Dienst ein und war 1770 als Provinzial-Kontrolleur der Akzise für die drei neumärkischen Vorderkreise Kreis Königsberg, Kreis Soldin und Landkreis Landsberg zuständig; seit Mitte 1773 war er als Provinzial-Kontrolleur im westpreußischen Fordon tätig, nachdem hier 1772 eine Zollstation für den Handelsverkehr mit Polen eingerichtet worden war. Im Juni 1775 machte er einige Vorschläge für den Getreideeinkauf in Polen und wurde im Frühjahr 1776 zum Akzise- und Zolldirektor in Fordon ernannt; in dieser Eigenschaft war er auch zeitweilig mit dem Magazineinkauf betraut.
Am 29. Oktober 1776 wurde sein Gesuch abgelehnt, neben seinem Amt beim Zoll noch ein solches bei der Tabak-Administration übernehmen zu dürfen. Seit 1782 war er in Halberstadt als Zolldirektor tätig. Im Herbst 1786 wirkte er in der von Minister Hans Ernst Dietrich von Werder geleiteten Akzise-Revisionskommission mit und wurde auf dessen Vorschlag mit der Kabinettsordre vom 27. Dezember 1786 zum ersten Direktor der Berliner Provinzialdirektion und zum Kriegs- und Domänenrat befördert.
Seit dem 6. Juni 1787 war er Geheimer Kriegsrat und, als Nachfolger von Ludwig August Dieterich (1745–1829), Assessor in der General-Akzise-Administration; sein Nachfolger als Chef der Berliner Akzisedirektion wurde der Direktor der Tabaks-Administration Johann Thomas Froelich (1731–1794). In der General-Akzise-Administration war er im April 1789 für Westpreußen und den Netzedistrikt zuständig.
Auf Vorschlag des Ministers des Akzise-, Zoll-, Kommerzial- und Fabrikwesens Carl August von Struensee wurde er am 30. Juni 1794, als Nachfolger des verstorbenen Jacob Engelbrecht (1713–1794), zum Finanzrat und Regisseur befördert und rückte in das IV. Departement des General-Ober-Finanz-Kriegs- und Domainen-Direktoriums ein; um 1800 war er Vortragender Rat im Akzise- und Zolldepartement und gehörte zu den engeren Mitarbeitern des Akzisechefs.
Im Dezember 1810 erfolgte seine Pensionierung als Geheimer Oberfinanzrat.